# Adelaide Football Club
Adelaide Football Club är en professionell australisk fotbollsklubb från Adelaide, Sydaustralien. Klubben tävlar i Australian Football League.

## Klubblåt
| Engelsk originaltext | Svensk översättning |
| --- | ------------------- |
| We're the pride of South Australia We're the mighty Adelaide Crows We're courageous, stronger, faster And respected by our foes Admiration of the nation Our determination shows We're the pride of South Australia We're the mighty Adelaide Crows!           |                     |
| We give our best from coast to coast Where the story will be told As we fight the rugged battle The flag will be our own Our skill and nerve will see us through Our commitment ever grows We're the pride of South Australia We're the mighty Adelaide Crows! |                     |